# Andrij Jahodka
Andrij Andrijovyč Jahodka (in ucraino Андрій Андрійович Ягодка?; Odessa, 8 luglio 1988) è uno schermidore ucraino, specialista della sciabola.

## Biografia
Ha conquistato una medaglia d'argento nei campionati europei di scherma di Lipsia del 2010 nella gara di sciabola a squadre.

## Palmarès
In carriera ha conseguito i seguenti risultati:
- Europei

Lipsia 2010: argento nella sciabola a squadre.
Legnano 2012: bronzo nella sciabola individuale.
Adalia 2022: argento nella sciabola a squadre.
- Universiadi

Shenzen 2011: oro nella sciabola individuale e a squadre.